# Henry Hurd Rusby
Henry Hurd Rusby' ( 1855- 1940) fue un botánico, farmacéutico y médico estadounidense. Fue trascendente en promover el estudio de la botánica económica, en el jardín Botánico de Nueva York, en sus primeros cincuenta años de existencia.

## Biografía
Creció en Franklin (hoy Nutley) Nueva Jersey, demostrando un interés apasionado por las plantas. A los 21, su herbario gana el primer premio en la Exposición Centenaria de Filadelfia, en 1876. En ese tiempo se informa con el Dr. George Thurberm quien era Presidente del Club Botánico Torrey. Rusby se une a dicho club en 1879, y para esa fecha estudia medicina en la Escuela de Medicina de la Universidad de Nueva York.
En 1880, aún estudiante de medicina, gasta 18 meses coleccionando plantas en Texas y en New Mexico como agente para la Smithsonian Institution. En 1883 retorna al sudoeste para estudiar y recolectar flora medicinal de Arizona, para "Parke, Davis & Co."
En 1884, se gradúa de médico; y en 1885 se embarca en una búsqueda de dos años para Parke, Davis & Co., atravesando Sudamérica, explorando remotas regiones de Colombia, Ecuador, Perú, Chile, Bolivia y Brasil.
Aunque entrenado como facultativo, Rusby elige dejar medicina en favor de su interés en las plantas.
En 1889, es Profesor de Botánica y de Materia Médica en la Escuela de Farmacia en la universidad de Columbia. Y será 26 años Decano de la Facultad hasta su retiro en 1930, y es Decano Emérito hasta su deceso en 1940.
Su asociación con el Jardín Botánico de N. York (JBNY) comenzó aun antes de crearse. Como miembro del Club Bot. Torrey, tiene encuentros con Nathaniel Lord Britton. Y fue logro del club establecer un jardín botánico. En 1888 se forma un comité pro-Jardín Bot., de ocho distinguidos miembros del club, incluidos Britton y Rusby. Rusby fue instrumental en arreglos para compartir el Herbario de la Escuela de la Columbia, y la Biblioteca botánica depositada en el JBNY.
En 1898, Rusby es designado "Curador Honorario del Museo de Botánica Económica, asignad al Directorio hasta 1933.
Sus exploraciones neotropicales, particularmente al Amazonas, dio sustento para la profundización de los estudios taxonómicos y de botánica económica por parte del JBNY. Su productividad en dichas exploraciones se debía a su fortaleza y habilidades exploratorias.
En 1921, ya con 65 años, realiza su último embarque a Sudamérica como Director de la "Exploración Biológica Mulford a la Cuenca del Amazonas.
Rusby fallece el 18 de noviembre de 1940, a los 85.
- La abreviatura «Rusby» se emplea para indicar a Henry Hurd Rusby como autoridad en la descripción y clasificación científica de los vegetales.[1]

## Obras
- "Report of Work on the Mulford Biological Exploration of 1921–22". Journal of the New York Botanical Garden 23(272): 101–111, agosto de 1922.

- "New Species of Trees of Medicinal Interest from Bolivia". Bulletin of the Torrey Botanical Club 49: 259–264, sept 1922; & Journal of the American Pharmaceutical Association, oct 1922.

- "Descriptions of New Genera and Species of Plants Collected on the Mulford Biologial Exploration of the Amazon Valley, 1921–1922,". Memoirs of the New York Botanical Garden 7: 205–387, marzo de 1927.

- Autobiography, Jungle Memories. 1933.

## Honores
- En 1923 recibe la medalla Remington, por sus aportes a la farmacéutica